# Tourelle de mitrailleuses modèle 1935

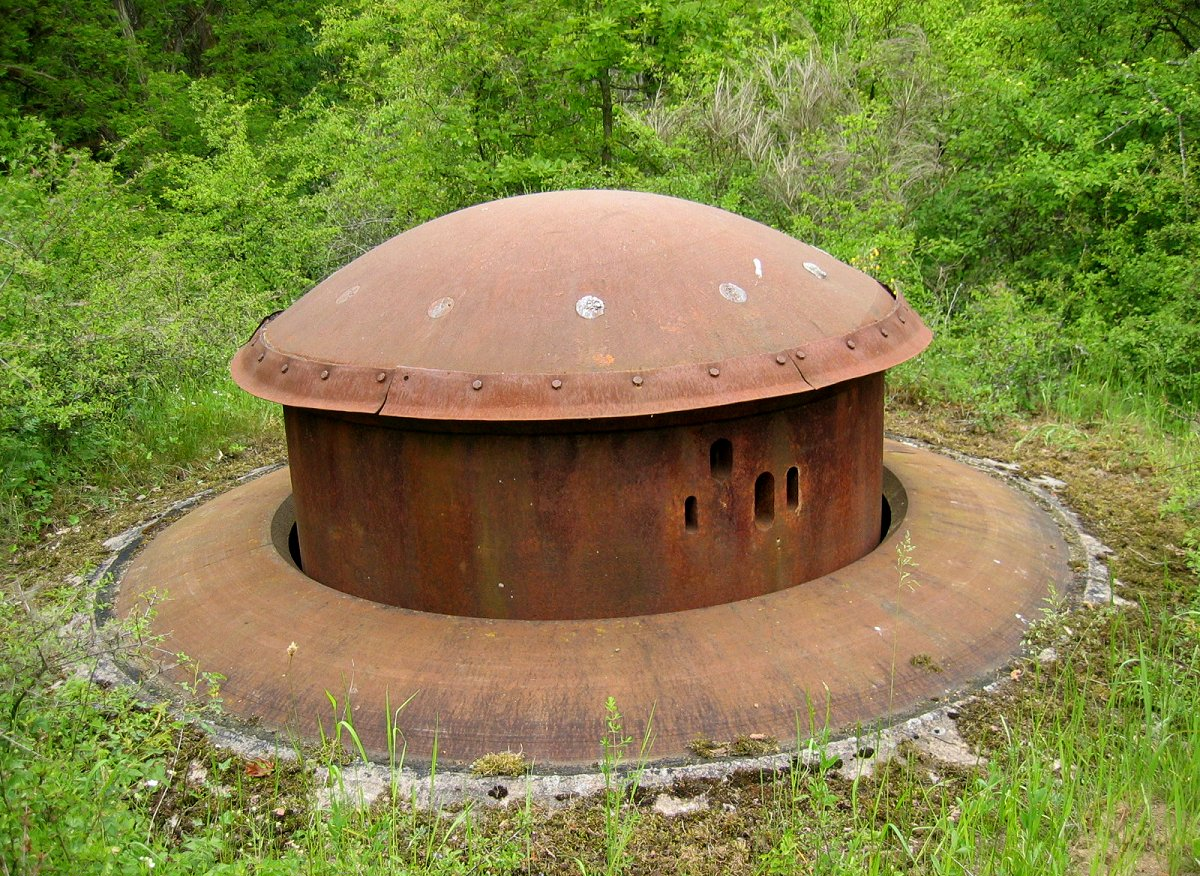
Tourelle de mitrailleuses modèle 1935 en batterie (petit ouvrage de l'Oberheid, en 2004).

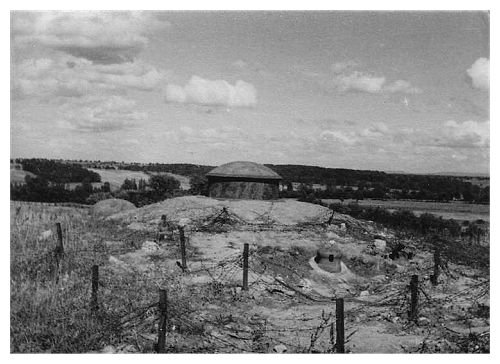
Tourelle de mitrailleuses en 1940 (bloc 2 de l'ouvrage de Schœnenbourg).

La tourelle de mitrailleuses modèle 1935 est l'un des types de tourelle qui équipent les blocs d'infanterie des ouvrages de la ligne Maginot.
Il s'agit d'un modèle de tourelle à éclipse, installé en saillie sur la dalle de béton de son bloc et armé avec deux mitrailleuses. Son rôle était d'assurer la défense rapprochée de son ouvrage (notamment frontalement) et d'intervenir en renfort des casemates d'infanterie.

## Caractéristiques
La tourelle de mitrailleuses fait 1,98 mètre de diamètre à l'extérieur, 1,20 mètre à l'intérieur et 61 tonnes au total. Sa partie mobile est mise en batterie à l'aide d'un contrepoids à l'extrémité d'un balancier, le tout étant en équilibre, actionné par un moteur électrique (de marque Bréguet) ou manuellement. Une fois en batterie, elle émerge de 93 centimètres au-dessus de son avant-cuirasse.
Son blindage est de 300 mm d'épaisseur d'acier, que ce soit pour la toiture comme pour la muraille (partie entre la toiture et l'avant-cuirasse). Une fois la tourelle éclipsée, la toiture repose sur les voussoirs d'acier de l'avant-cuirasse scellées dans la dalle de béton du bloc.
Le prix d'une tourelle de mitrailleuses, en octobre 1934, était de 1 355 150 francs (il s'agit de la tourelle la moins chère de la Ligne), mise en place du matériel compris, mais sans compter l'armement, les munitions, ni surtout le béton du bloc.

### Armes
Elle était armée d'un jumelage de mitrailleuses, dit jumelage Reibel, composé de deux mitrailleuses MAC 31 de 7,5 mm capables de tirer à une portée pratique de 1 200 mètres,. La dotation en munitions est théoriquement de 200 000 cartouches de 7,5 mm par jumelage, réparties entre les magasins de l'ouvrage et du bloc.
À partir de février 1940 commence la transformation des tourelles en armes mixtes, c'est-à-dire le rajout d'un canon antichar de 25 mm modèle 1934 raccourci, ce qui nécessite la percée d'une quatrième embrasure sur la muraille. Quinze tourelles sont ainsi modifiées avant juin 1940.

### Servants
Une tourelle de mitrailleuses nécessite une équipe de dix hommes pour son service complet en situation de combat : deux sous-officiers et huit servants (l'équipe de combat est composée du quart de veille et du quart de piquet). En situation de veille, l'équipe réduite compte un gradé et trois servants (le quart de veille n'armant qu'un jumelage de mitrailleuses).
L'équipe de combat se répartit à raison d'un sous-officier (tireur) et un servant (chargeur) dans la chambre de tir, un sous-officier et un servant à l'étage intermédiaire (pourvoyeurs), deux servants et un sapeur à l'étage inférieur (garnissent les boîtes-chargeurs). Les trois autres hommes sont à disposition, pouvant être utilisés comme remplaçants ou pour faire les manœuvres d'éclipse en cas de panne électrique (marche à bras).

### Équipements
Le réglage du tir se fait par le tireur depuis la chambre de tir, grâce à une lunette juste au-dessous des armes, le déplacement motorisé de la tourelle étant dirigé par une pédale et par une manivelle. En cas d'assaut massif, le tir peut être réglé en automatique pour balayer en rotation à 20 centimètres au-dessus des réseaux barbelés, grâce à une came qui roule sur une circulaire.
Le refroidissement des tubes peut se faire par aspersion d'eau (20 litres d'eau sont prévus par jour, stockés dans des citernes situées à l'étage supérieur du bloc).
La communication entre le PC de l'ouvrage et celui du bloc se fait par téléphone, celle entre le PC du bloc et le poste de pointage se fait par transmetteur d'ordres (système visuel copié sur celui de la marine), tandis que celle entre l'étage intermédiaire et la chambre de tir se fait par tuyau acoustique ou par transmetteur,.

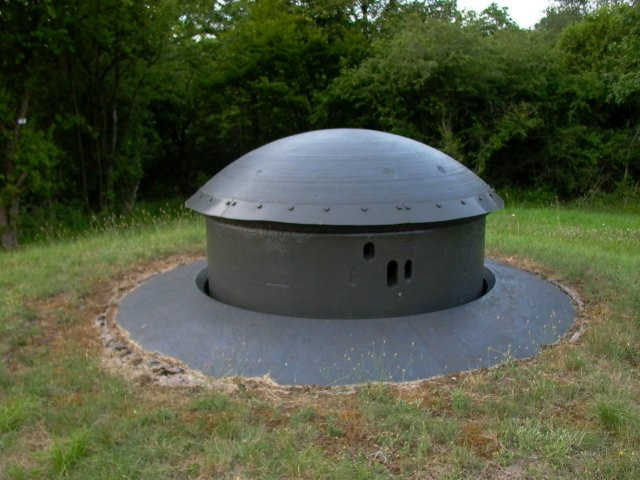
Tourelle en batterie (bloc 1 du gros ouvrage du Hackenberg).
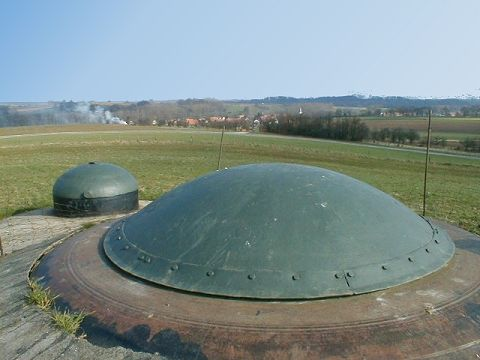
Tourelle éclipsée (bloc 2 du gros ouvrage du Schœnenbourg).
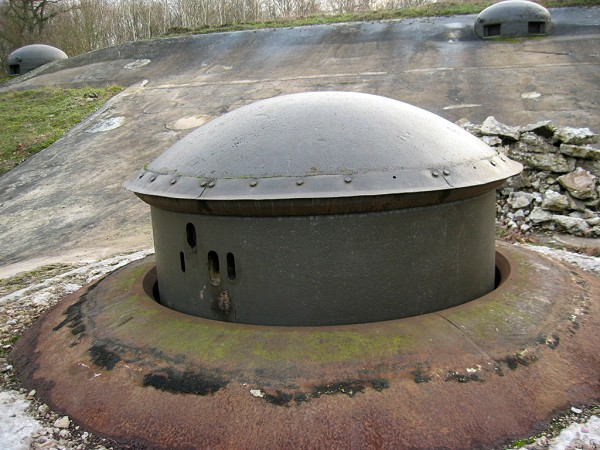
Tourelle en batterie (petit ouvrage du Bois-Karre).
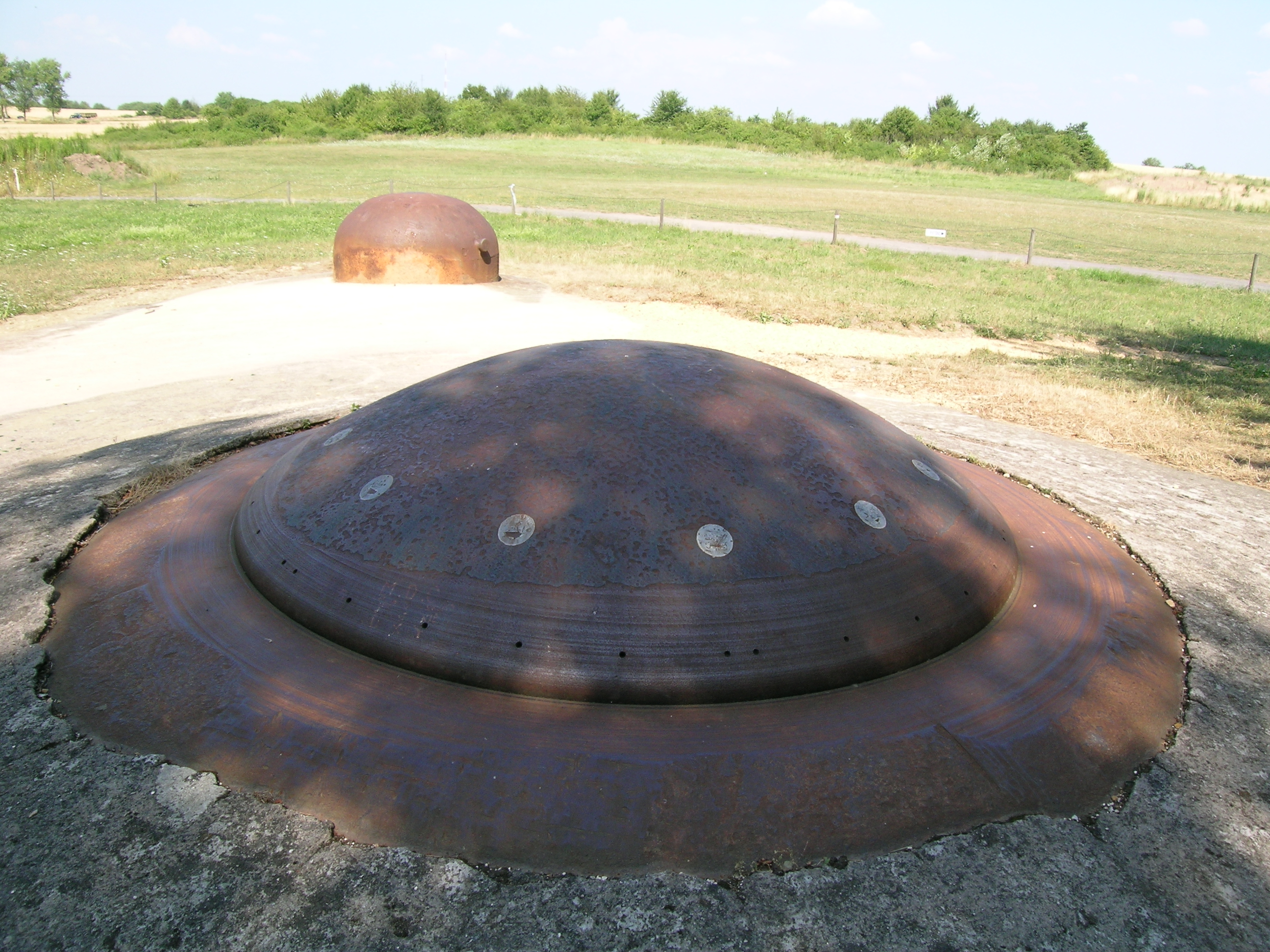
Dessus d'un bloc-tourelle : une tourelle de mitrailleuses éclipsée et une cloche GFM (bloc 1 du petit ouvrage du Bambesch).
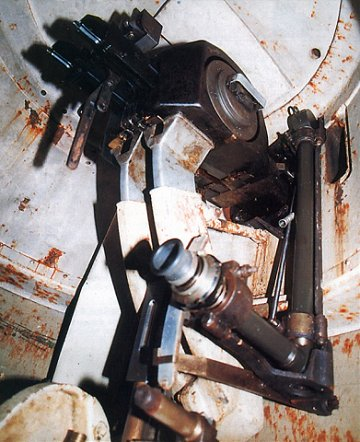
Chambre de tir d'une tourelle, montrant le jumelage de mitrailleuses et la lunette de visée.
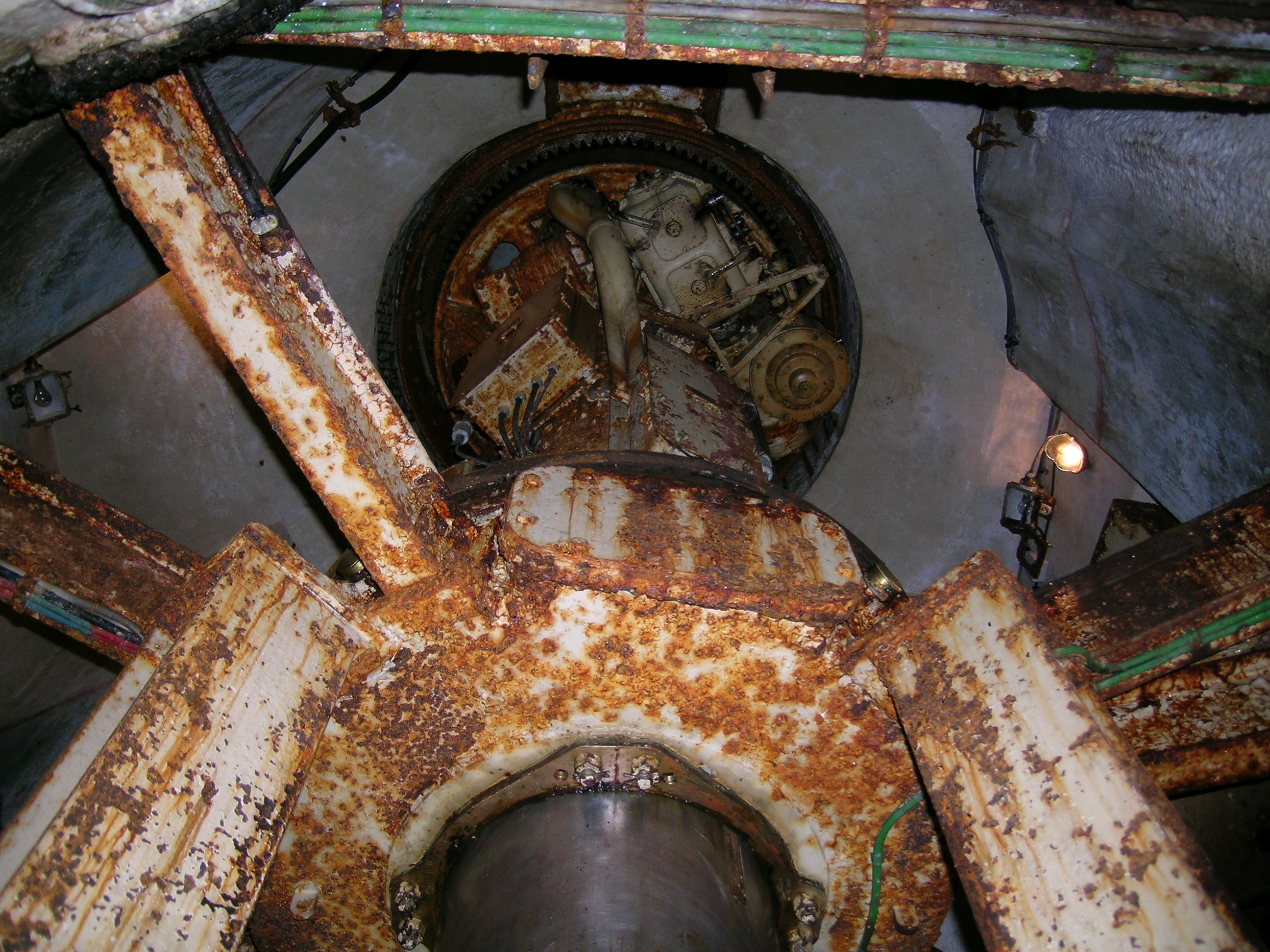
Étage intermédiaire d'une tourelle de mitrailleuses (bloc 1 du petit ouvrage du Bambesch).
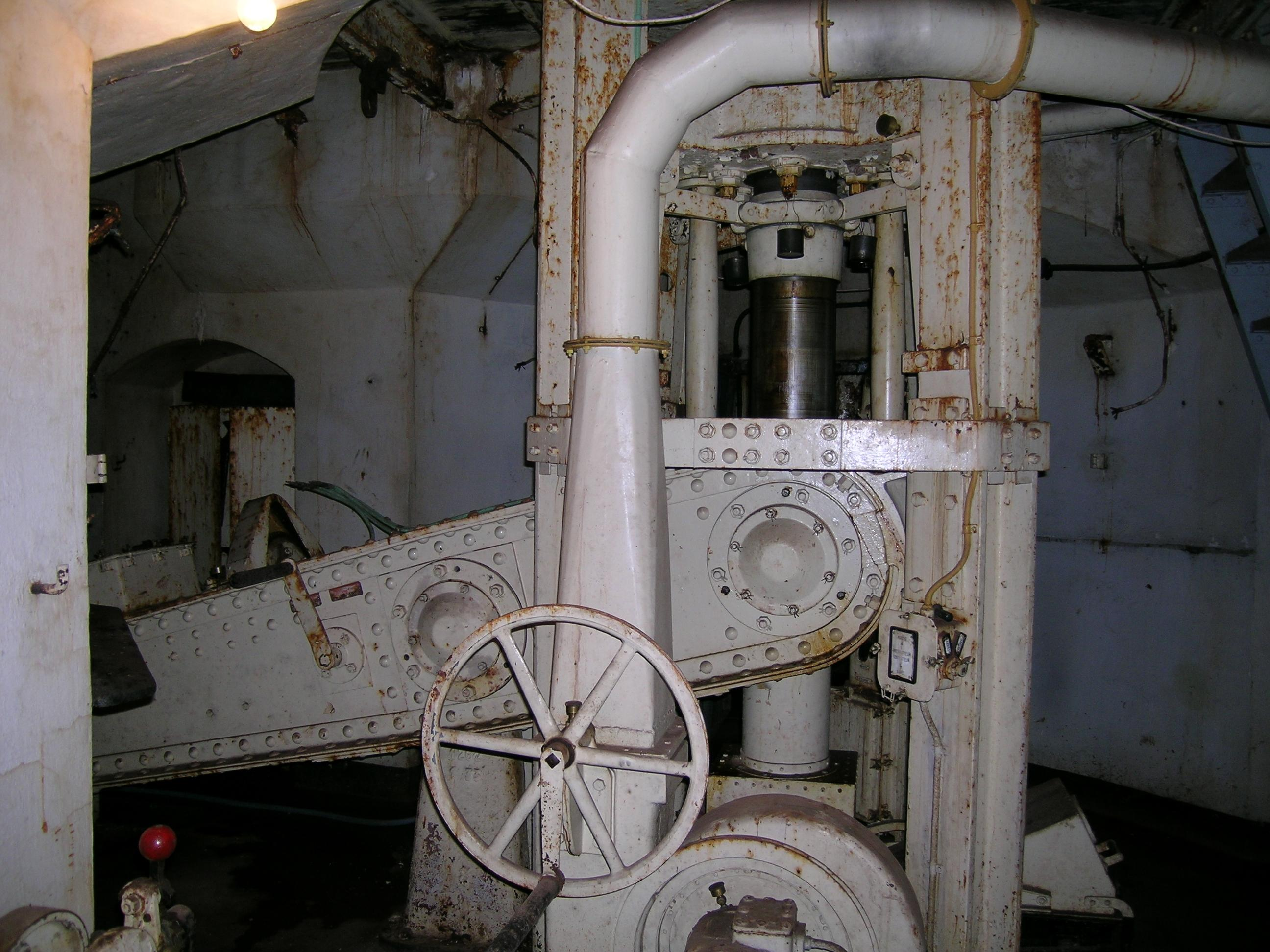
Étage inférieur d'une tourelle, montrant le contrepoids (ouvrage du Bois-Karre).
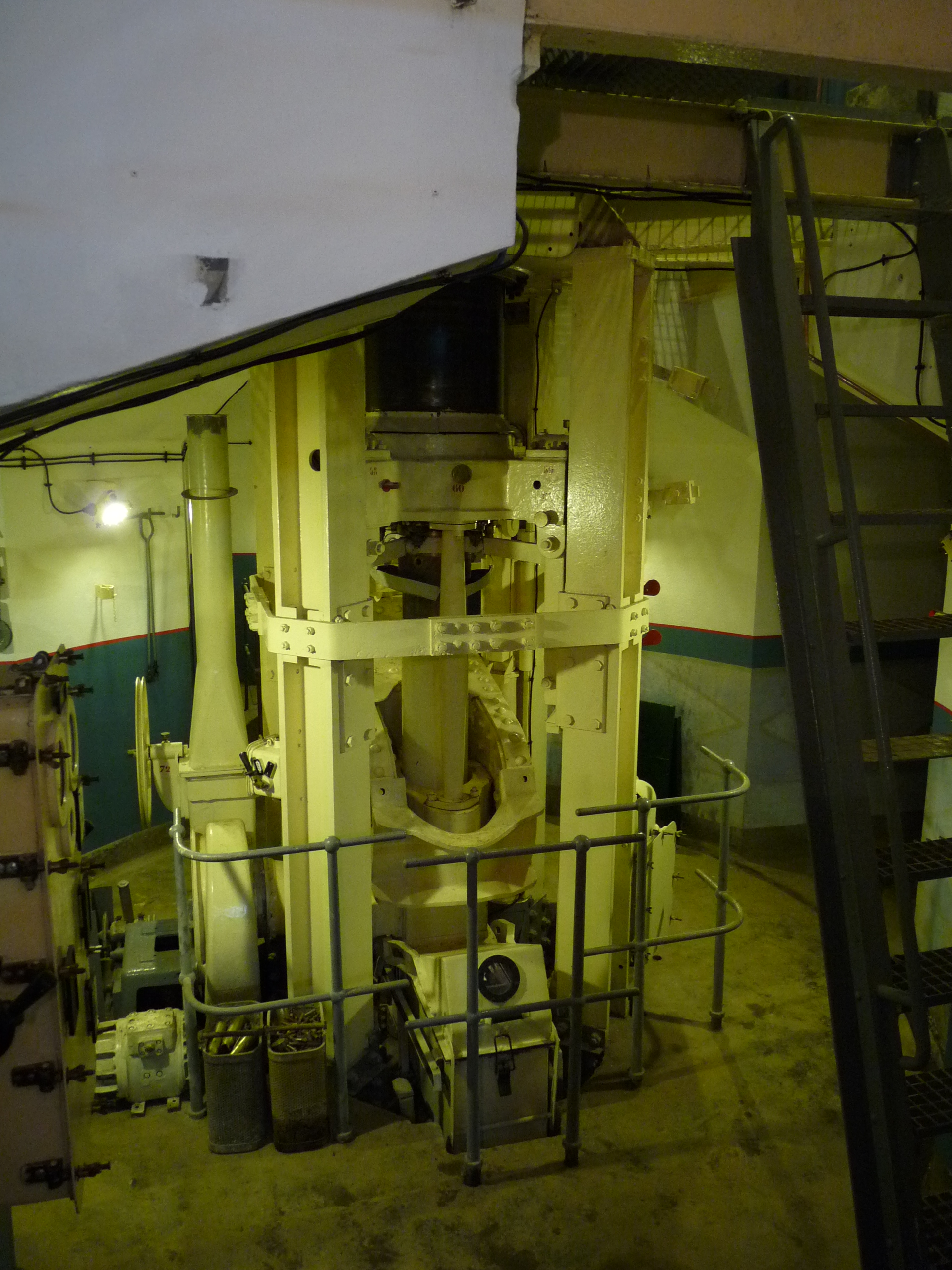
Étage inférieur, montrant la face avant et l'escalier allant vers l'étage intermédiaire (bloc 3 de l'ouvrage de Laudrefang).
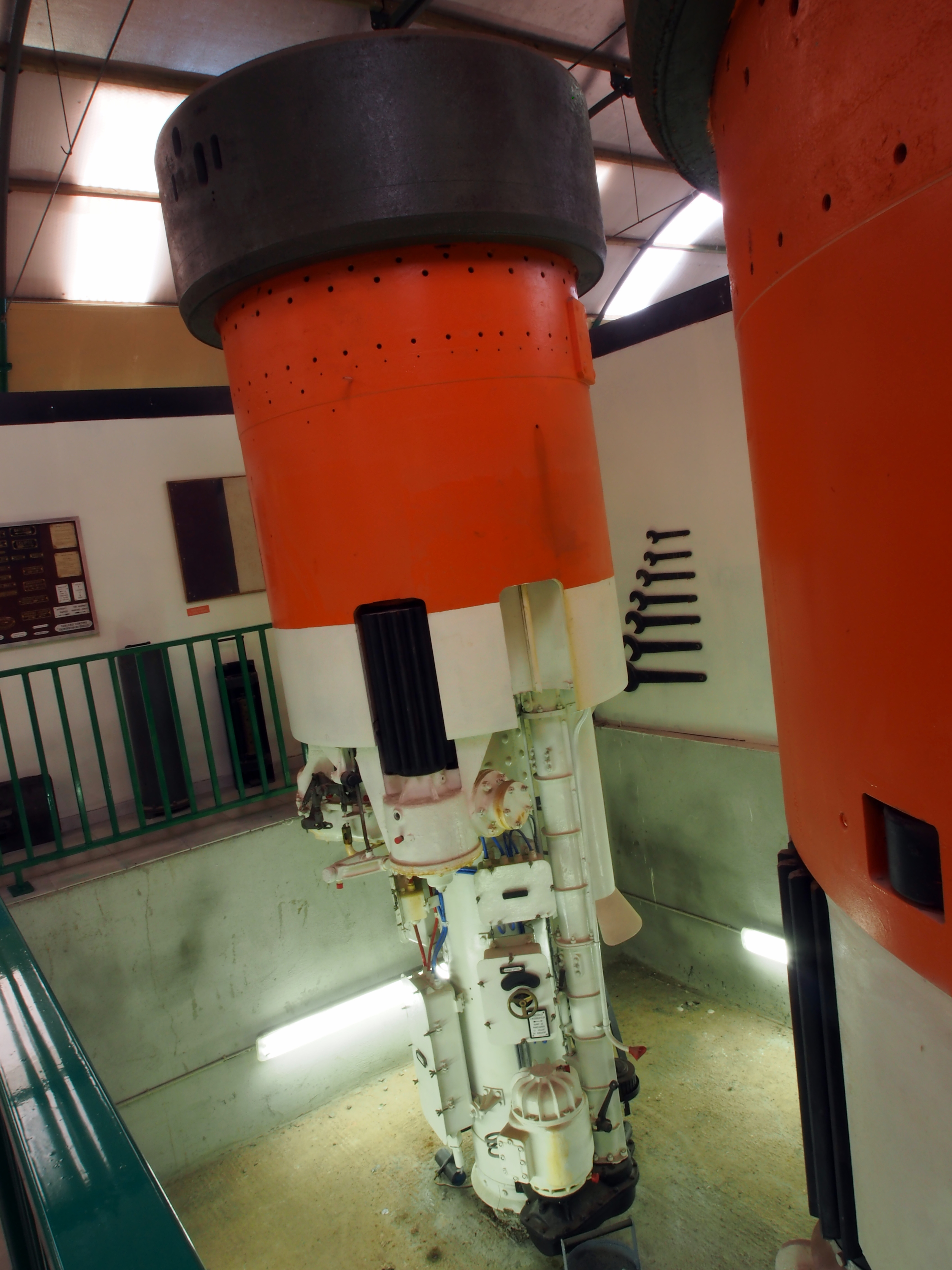
Vue d'ensemble d'une tourelle.

## Liste des tourelles
Un total de 61 tourelles de mitrailleuses sont commandées en 1930 (marché passé le 17 juillet 1930 avec Batignolles-Châtillon) et 1932 (marché passé le 6 et 7 juillet 1932 avec Penhoët) puis mises en place à partir de 1934 sur l'ensemble de la Ligne, ce qui en fait le modèle de tourelles le plus courant (sur un total de 152 tourelles). Elles sont toutes attribuées au front du Nord-Est.
| Ouvrages     | Numéros du bloc | Numéros de tourelle | Remarques                   |
| ------------ | --------------- | ------------------- | --------------------------- |
| Ferme-Chappy | 2               | 58                  | mise à la ferraille en 1941 |
| Fermont      | 2               | 43                  |                             |
| Fermont      | 6               | 34                  |                             |
| Latiremont   | 2               | 42                  |                             |
| Latiremont   | 3               | 38                  |                             |
| Mauvais-Bois | 3               | 55                  | mise à la ferraille en 1974 |
| Bois-du-Four | monobloc        | 59                  |                             |
| Bréhain      | 1               | 35                  |                             |
| Bréhain      | 2               | 37                  |                             |
| Aumetz       | 2               | 52                  | mise à la ferraille en 1974 |

| Ouvrages      | Numéros du bloc | Numéros de tourelle |
| ------------- | --------------- | ------------------- |
| Rochonvillers | 1               | 20                  |
| Rochonvillers | 8               | 05                  |
| Rochonvillers | 9               | 07                  |
| Molvange      | 2               | 16                  |
| Molvange      | 6               | 13                  |
| Immerhof      | 1               | 25                  |
| Immerhof      | 2               | 21                  |
| Soetrich      | 1               | 24                  |
| Soetrich      | 2               | 26                  |
| Bois-Karre    | monobloc        | 54                  |
| Kobenbusch    | 1               | 39                  |
| Kobenbusch    | 4               | 46                  |
| Oberheid      | monobloc        | 10                  |
| Galgenberg    | 3               | 51                  |
| Sentzich      | monobloc        | 01                  |
| Métrich       | 3               | 12                  |
| Métrich       | 4               | 15                  |
| Billig        | 2               | 03                  |

| Ouvrages             | Numéros du bloc | Numéros de tourelle | Remarques                   |
| -------------------- | --------------- | ------------------- | --------------------------- |
| Hackenberg           | 1               | 08                  |                             |
| Hackenberg           | 4               | 06                  |                             |
| Hackenberg           | 7               | 04                  |                             |
| Coucou               | 1               | 14                  |                             |
| Mont-des-Welches     | 3               | 11                  |                             |
| Michelsberg          | 1               | 22                  |                             |
| Hobling              | 3               | 40                  | mise à la ferraille en 1976 |
| Bois-de-Bousse       | 3               | 19                  |                             |
| Anzeling             | 1               | 09                  |                             |
| Anzeling             | 2               | 02                  |                             |
| Berenbach            | 1               | 23                  |                             |
| Bovenberg            | 6               | 44                  |                             |
| Denting              | 3               | 45                  |                             |
| Village-de-Coume     | 3               | 28                  |                             |
| Annexe Nord de Coume | monobloc        | 27                  |                             |
| Coume                | 2               | 30                  |                             |
| Mottenberg           | 3               | 50                  | mise à la ferraille en 1973 |

| Ouvrages   | Numéros du bloc | Numéros de tourelle |
| ---------- | --------------- | ------------------- |
| Kerfent    | 1               | 48                  |
| Bambesch   | 1               | 49                  |
| Einseling  | monobloc        | 56                  |
| Laudrefang | 2               | 47                  |
| Laudrefang | 3               | 31                  |
| Teting     | 2               | 57                  |

| Ouvrages   | Numéros du bloc | Numéros de tourelle |
| ---------- | --------------- | ------------------- |
| Rohrbach   | 3               | 61                  |
| Simserhof  | 1               | 18                  |
| Simserhof  | 4               | 17                  |
| Schiesseck | 6               | 60                  |
| Otterbiel  | 1               | 29                  |

| Ouvrages     | Numéros du bloc | Numéros de tourelle | Grand-Hohékirkel | 1 | 53 |
| Four-à-Chaux | 5               | 36                  |                  |   |    |

| Ouvrages     | Numéros du bloc | Numéros de tourelle |
| ------------ | --------------- | ------------------- |
| Hochwald     | 5               | 32                  |
| Hochwald     | 15              | 33                  |
| Schœnenbourg | 2               | 41                  |